# Johannes Heinrich Braach
Johannes Heinrich Braach (* 19. August 1887 in Trier; † 9. Juli 1940 in Frankfurt am Main), Pseudonym: Jochen Knipp, war ein deutscher Schriftsteller, Dichter, Journalist, Kriegsberichterstatter, Redakteur, Musikkritiker, Musikwissenschaftler und Intendant. Er war der Ehemann der Autorin Mile Braach und der Vater der Autorin Bergit Forchhammer.

## Ausbildung
Braach studierte Musik, Gesang und Germanistik an der Friedrich-Wilhelms-Universität in Berlin.

## Familie
Im Jahr 1920 heiratete er Emilie Marie Auguste Hirschfeld, deren Vater ein Frankfurter Lederfabrikant war. 1921 wurde die gemeinsame Tochter Bergit geboren.

## Wirken
Während des Ersten Weltkrieges war Braach als Kriegsberichterstatter an der Front eingesetzt.
In der Zeit der Weimarer Republik arbeitete Braach im besetzten Rheinland. Dort war er zunächst Intendant des von Fritz Thyssen gestifteten Stadttheaters Hamborn (heute Stadtbezirk von Duisburg) in der Taubenstraße. In einem durch die Hyperinflation schwierigen Umfeld war er für eine Saison als Intendant am Stadttheater in Mönchengladbach tätig, mit anerkannt künstlerischem, aber ohne wirtschaftlichen Erfolg.
Als freier Schriftsteller ließ er sich mit seiner Familie in Wertheim am Main nieder, bis er 1929 über seine bestehenden Verlagskontakte eine Stelle als Chefredakteur der "Dorfzeitung" in Hildburghausen angeboten bekam. Die Familie zog demzufolge nach Thüringen, nach sehr bescheidenen Wohnverhältnissen in Wertheim in gut bürgerliche Wohnverhältnisse in Hildburghausen mit Dienstboten, parkähnlichem Garten sowie vielen Haus- und Nutztieren.
Ab 1930 verschlechterten sich dort allmählich die allgemeinen Lebensbedingungen der Familie. Durch den thüringischen Staatsminister für Inneres und Volksbildung, Wilhelm Frick, der gleichzeitig stellvertretender Vorsitzender der Landesregierung war, zogen früher als im übrigen Reich nationalsozialistische Tendenzen ein. Diese beherrschten insbesondere die Stadt Hildburghausen, die die Auswirkungen der Weltwirtschaftskrise stark getroffen hatte. Viele Menschen dort orientierten sich daher sehr an der Propaganda und den Versprechungen der Nazis. Spätestens nach der Machterschleichung am 30. Januar 1933 griff Denunziation großflächig um sich, Braachs Ehefrau wurde vorgeladen, weil sie sich angeblich am 1. Mai 1933 auf dem Markt mit einer jüdischen Geschäftsfrau unterhalten haben sollte.
Dies und das sich zunehmend verschlechternde Umfeld, auch durch ideologische Vorgaben im journalistischen Bereich, veranlasste Braach dazu, seinen Vertrag vorzeitig zu beenden und sich eine neue Stelle zu suchen. Diese fand er in Frankfurt am Main, der Geburtsstadt seiner Ehefrau, in der auch seine Schwiegereltern lebten.
1933 wurde er Hauptschriftleiter der neu gegründeten Familienzeitschrift „Unsere Familie – Zeitschrift für das Neuapostolische Heim“, zuständig für den Unterhaltungsteil, der dominierte. Die Neuapostolische Kirche als Arbeitgeber bot Braach ein weitaus geringer vom Nazismus beeinflusstes journalistisches Tagesgeschäft.
In Frankfurt zog die Familie in die Königstraße 13 (heute: Gräfstraße) im Stadtteil Bockenheim.
1937 entschieden sich Braachs, ihre Tochter Bergit von der Viktoriaschule (heute: Bettinaschule) im Stadtteil Westend zu nehmen, noch vor deren Schulabschluss. Anlass dafür war, dass dieser ein Auftritt als begleitende Pianistin für eine Sängerin bei einem Schulkonzert kurzfristig verboten wurde, weil man sich erinnert hatte, dass sie einen jüdischen Großvater hatte.
Drei Wochen vor dem Überfall der deutschen Wehrmacht auf Polen entschloss sich Braachs Tochter Bergit zu einem Aufenthalt in London, der zunächst nicht als Emigration gedacht war, sich aber durch den Krieg zu einer solchen entwickelte. Sie blieb dort sechs Jahre, Briefe von zuhause erreichten sie nicht. Ihr Vater sah sie daher bis zu seinem frühen Tod nicht wieder. Schon 1940 verstarb Braach im Alter von nur 52 Jahren.

## Werke (Auswahl)
- 1916 – Die Kriegsgedichte des Johannes Heinrich Braach. Martini & Grüttefien, Elberfeld 1916[6]
- 1920 – Einzig Einsamer. Balladen, Psalme und Lieder. Pflüger, Duisburg 1920
- 1920 – Beethoven, der Mensch. Skizzen. Pflüger, Duisburg 1920
- 1923 – Volk – Gedichte. Middelhauve, Köln 1923
- 1930 – Die Brüder. In: Dorfzeitung Hildburghausen
- nach 1933 – Die Hexe von Bamberg. In: "Unsere Familie"
- 1935 – Tur Dell. Die Geschichte eines Hechtes. Stalling, Oldenburg 1935
- 1938 – Quilepp und Quila. Ein Reiher-Roman. Rütten & Loening, Potsdam 1938[7]
- diverse Bühnenstücke, ungedruckt[8]